# هوندا سي إتش إف 50
هوندا سي إتش إف 50(بالإنجليزية: Honda CHF50)‏ هي دراجة نارية من تصنيع هوندا.